# Polyrhachis wallacei
Polyrhachis wallacei är en myrart som beskrevs av Carlo Emery 1887. Polyrhachis wallacei ingår i släktet Polyrhachis och familjen myror.

## Underarter
Arten delas in i följande underarter:
- P. w. wallacei
- P. w. warburgi